# Кожемякин, Иван Иванович
Иван Иванович Кожемякин (1 октября 1908, хутор Бриллиантов, Курская губерния — 23 июля 2001, Москва) — советский военный лётчик, участник похода РККА в Западную Украину, советско-финской, Великой Отечественной и советско-японской войн, Герой Советского Союза (1940).Полковник (20.12.1942).

## Биография
Иван Кожемякин родился 1 октября 1908 года на хуторе Бриллиантов. С 1918 года по 1925 год учился в Стрелецком пункте ликбеза (ныне средняя школа № 33 Белгорода). После его окончания работал председателем объединённого хуторского сельсовета у себя на родине, участвовал в создании колхоза «Красный пахарь» в селе Пушкарское под Белгородом. 
В ноябре 1929 года Кожемякин был призван на срочную службу в Рабоче-крестьянскую Красную Армию. Служил в артиллерийском дивизионе 163-го стрелкового полка 55-й стрелковой дивизии Московского военного округа (полк находился в Белгороде), там окончил школу младших специалистов и затем служил помощником командира огневого взвода, временно исполнял должность командира взвода управления. В октябре 1932 года направлен на службу в Тамбовское артиллерийское училище, откуда переведён в Московскую пехотную Краснознамённую школу и окончил её в 1935 году. Член ВКП(б) с 1931 года.
Однако сразу после выпуска был переведён в ВВС РККА. В 1936 году окончил 3-ю военную школу лётчиков и лётнабов имени К. Е. Ворошилова в Оренбурге. С декабря 1936 года служил в 55-й легкобомбардировочной авиационной бригаде ВВС Ленинградского военного округа (Старая Русса): штурман звена, с июня 1937 штурман отряда, с декабря 1937 — комиссар эскадрильи. С ноября 1938 по июль 1939 года учился на ускоренных курсах политсостава при Военно-политическом училище имени В. И. Ленина в Москве. Участвовал в освободительном походе РККА в Западную Украину в сентябре 1939 года.
Особо отличился во время советско-финской войны, будучи военным комиссаром эскадрильи 44-го скоростного бомбардировочного авиаполка 55-й бомбардировочной авиабригады 7-й армии Северо-Западного фронта. В период с декабря 1939 по февраль 1940 года эскадрилья старшего политрука Кожемякина произвела бомбардировки ряда важных финских объектов. Кожемякин лично совершил 36 боевых вылетов, во время последнего из них получил тяжёлое ранение.
Указом Президиума Верховного Совета СССР от 21 марта 1940 года батальонный комиссар (воинские звание присвоено в начале 1940 года на фронте в Финляндии) Иван Кожемякин был удостоен звания Героя Советского Союза с вручением ордена Ленина и медали «Золотая Звезда» за номером 262.
После излечения в апреле 1940 года назначен военным комиссаром 44-го скоростного бомбардировочного авиаполка, который по-прежнему базировался в Старой Руссе. 
С начала Великой Отечественной войны — на её фронтах. Личный состав полка был хорошо подготовлен к ночным полётам, поэтому успешно вёл боевые действия и с небольшими потерями наносил противнику большой урон (на счет летчиков полка записаны сотни танков и автомашин противника). В составе полка воевал на Северном и Ленинградском фронтах. Комиссар Кожемякин лично уничтожил 3 самолёта при атаках немецких аэродромах и взорвал эшелон с боеприпасами на станции Любань. В апреле 1942 года он получил ранения в обе ноги. Выписавшись из госпиталя, Кожемякин окончил курсы политсостава при Военной академии командного и штурманского состава ВВС РККА (академия и курсы действовали в эвакуации в Чкалове). 
В июле 1942 года назначен комиссаром 222-й авиадивизии дальнего действия, а в феврале 1943 года был назначен её командиром. Дивизия базировалась в Подмосковье и оказывала авиационную поддержку войскам Западного, Калининского, Сталинградского, Брянского фронтов. Основными целями дивизии были войска и скопления техники на станциях и железнодорожных узлах Гомель, Вязьма, Витебск, Орша, Смоленск, Брянск, авиация на аэродромах Курск, Смоленск, Сеща, Витебск, Ново-Дугино. За мужество и героизм личного состава в борьбе с немецко-фашистскими захватчиками приказом Народного комиссара обороны СССР от 26 марта 1943 года 222-я авиационная дивизия дальнего действия переименована в гвардейскую и она стала именоваться 4-я гвардейская авиационная дивизия дальнего действия. Полковник Кожемякин по-прежнему остался её командиром. Под его командованием дивизия прошла славный боевой путь, участвуя в Курской битве, Смоленской, Белгородско-Харьковской, Брянской, Гомельско-Речицкой, Крымской, Львовско-Сандомирской, Ясско-Кишиневской наступательных операциях. За отличия в боевых действиях дивизия получила почётное наименование «Брянская». При реорганизации Авиации дальнего действия в декабре 1944 года дивизия стала именоваться 14-й гвардейской бомбардировочной авиационной дивизией, и под командованием гвардии полковника И. И. Кожемякина участвовала в Висло-Одерской, Нижне-Силезской, Восточно-Померанской, Венской и Берлинской наступательных операциях, а также в осаде города-крепости Бреслау.
Кроме умелого командования, сам участвовал в боях, к январю 1943 года выполнил 27 боевых вылетов на самолётах СБ и B-25 «Митчелл» (за более поздний период данные не обнаружены).
23 апреля 1945 года получил назначение в штаб 12-й воздушной армии Забайкальского фронта, а после прибытия в армию назначен представителем штаба армии при Главнокомандующем Монгольской народно-революционной армии. В ходе советско-японской войны обеспечивал поддержку с воздуха частей советско-монгольской конно-механизированной группы генерала И. А. Плиева в Хингано-Мукденской наступательной операции.
После окончания войны И. И. Кожемякин продолжал службу в Советской Армии, оставаясь в штабе 12-й воздушной армии на территории Монголии до сентября 1946 года и некоторое время исполнял обязанности помощника маршала Монгольской Народной Республики Х. Чойбалсана. В 1947 году кончил курсы усовершенствования командиров и начальников штабов авиадивизий при Военно-воздушной академии. С Июня 1947 года — заместитель начальника штаба по политической части 12-й воздушной армии (штаб армии в то время был переведён в Читу). С июля 1950 — заместитель командира по политической части полка лётных испытаний Управления испытаний авиационного вооружения, с мая 1952 — заместитель командира по политической части 3-го авиаполка (затем 652-й авиационный полк боевых самолётов) Энгельсского военного авиационного училища имени М. Расковой. 
В декабре 1953 года полковник И. И. Кожемякин был уволен в запас. 
Проживал в Москве, работал начальником отдела кадров одного из московских НИИ. Скончался 23 июля 2001 года, похоронен на Троекуровском кладбище Москвы.
Мемориальная доска в честь Героя Советского Союза И. И. Кожемякина установлена в селе Пушкарное Белгородского района Белгородской области.

### Семья
Отец — Иван Никитович Кожемякин (1848—1938), мать — Евдокия Ивановна (1864—1924), хлеборобы; в семье было 9 детей.
Жена — Александра Андреевна (1909—1993); дети:
- Александр (р. 1930)
- Виктор (1937—1999) — генерал-майор КГБ.
  - Внуки: Владимир (р. 1960), Александр (р. 1970), Наталья.

## Награды
- медаль «Золотая Звезда» Героя Советского Союза (21.03.1940)
- Орден Жукова (4.05.1995, Российская Федерация)
- ордена Ленина (21.03.1940)
- три ордена Красного Знамени (16.01.1940)
- три ордена Отечественной войны 1-й степени (31.03.1943, 3.09.1945, 11.05.1985)
- орден Красной Звезды
- медаль «За боевые заслуги» (3.11.1944)
- медаль «За оборону Ленинграда» (1943)
- медали СССР[2]

награды иностранных государств
- орден Красного Знамени (Монголия)
- медаль «За Победу над Японией» (Монголия)